# Символы юаня
Символы или знаки юаня — традиционные иероглифы (圓, 元) их упрощённые версии (圆, 円), слоги (원) и основанные на латинице графемы (¥, ₩, $), используемые для краткого обозначения юаня и других денежных единиц региона, чьи названия восходят к юаню, прежде всего иены и воны.

## Традиционные иероглифы
В Китае существуют две формы символа юаня — обычная (元) и более сложная, используемая в финансовых документах запись (圓 или 圆). В разговорной речи при обозначении цены вместо слова «юань» также употребляется «куай» (块).
Юань буквально означает «круглый объект» или «круглая монета». В китайском языке юанем называют базовую единицу любой денежной системы; например, доллар США — мэй юань (美元). В международном контексте это слово обозначает юань КНР или, реже, валюты китайскоязычных государств региона — тайваньский доллар, гонконгский доллар и патаку Макао. От слова юань происходят названия валют Японии (иена) и Кореи (вона). Поэтому раньше в этих странах для обозначения национальных валют использовался тот же иероглиф — 圓. В Японии он упростился до 円, а в Корее (как в Северной, так и в Южной) национальную валюту сейчас обозначает слог хангыля 원.

## Символы на основе латиницы
11 мая 1953 года Международный валютный фонд утвердил паритет японской иены в 2,5 миллиграмма золота, и эта денежная единица получила статус международно признанной (резервной) валюты. Тогда же у иены появился свой международный символ — ¥ (латинская буква Y с двумя поперечными чёрточками). В последнее время тот же символ начал применяться для обозначения китайского юаня (иногда это латинская буква Y с одной поперечной чертой). При HTML-верстке для обозначения китайского юаня используют знак японской иены или 29-ю букву кириллического казахского алфавита — соответственно ¥ (U+00A5) или Ұ (U+04B0). Второй вариант представления символа юаня является ошибкой.
Символам ¥ и Ұ соответствуют разные коды стандарта Unicode (соответственно U+00A5 и U+04B0). Считается, что первый символ — это знак японской иены, второй — китайского юаня. На практике символы обеих валют могут встречаться как с одним, так и с двумя горизонтальными штрихами. Более распространенный вариант в компьютерных шрифтах — с двумя штрихами. Однако, в некоторых шрифтах, например Georgia и Trebuchet MS, символ выводится с одной горизонтальной чертой.

## Примеры использования иероглифов и символов
| Валюта | Государство    | ISO 4217 | Типичные варианты представления | Единый иероглиф 圓 | Единый иероглиф 元 | Локальный иероглиф, слог | Локальный иероглиф, слог | Международный символ (на основе латиницы) | Международный символ (на основе латиницы) |
| ------ | -------------- | -------- | ------------------------------- | ------------------ | ------------------ | ------------------------ | ------------------------ | ----------------------------------------- | ----------------------------------------- |
| Вона   | Северная Корея | KPW      | ₩ • 원                          | —                  | —                  | 원                       |                          | ₩                                         |                                           |
| Вона   | Южная Корея    | KRW      | ₩ • 원 • 圓 • 元                |                    |                    | 원                       |                          | ₩                                         |                                           |
| Доллар | Гонконг        | HKD      | $ • HK$ • 元 • 圓               |                    |                    | —                        | —                        | $                                         |                                           |
| Доллар | Тайвань        | TWD      | $ • NT$ • 圓                    |                    |                    | —                        | —                        | $                                         |                                           |
| Иена   | Япония         | JPY      | ¥ • 円 • 圓 •                   |                    |                    | 円                       |                          | ¥                                         |                                           |
| Патака | Макао          | MOP      | $ • 元 • 圓                     |                    |                    | —                        | —                        | $                                         |                                           |
| Юань   | Китай          | CNY      | ¥ • 元 • 圆 • 圓                |                    |                    | 圆                       |                          | ¥                                         |                                           |